# Andreas Evers
Andreas Evers (* 13. Jänner 1968 in Flachau) ist ein ehemaliger österreichischer Skirennläufer und heutiger Trainer. Er wurde 1986 Vize-Juniorenweltmeister und 1988 österreichischer Meister in der Abfahrt. Ab 1995 war Evers Trainer im Österreichischen Skiverband, 2012 bis 2014 arbeitete er für den US-Verband, danach für Liechtenstein und war von 2017 bis 2019 als Speedtrainer für Swiss-Ski tätig. Von 2019 bis 2025 war er Speedtrainer für Deutscher Skiverband. 2025 kehrte er als Speedtrainer zum ÖSV zurück. Evers trainierte unter anderem Hermann Maier, Michael Walchhofer, Benny Raich, Bode Miller, Beat Feuz, Marco Odermatt.

## Biografie
Nach zwei österreichischen Schülermeistertiteln 1983 im Riesenslalom und in der Kombination wurde Evers 1984 in den Kader des Österreichischen Skiverbandes (ÖSV) aufgenommen, dem er bis 1991 angehörte. 1986 wurde er Österreichischer Jugendmeister in der Abfahrt. Zu Evers größten Erfolgen als aktiver Rennläufer zählen der Gewinn der Silbermedaille in der Abfahrt bei den Juniorenweltmeisterschaften 1986 in Bad Kleinkirchheim und der Gewinn des österreichischen Meistertitels in der Abfahrt 1988. Evers war für die am 4. Dezember 1988 geplante (aber abgesagte) Abfahrt in Val-d’Isère vor Ort, doch erlitt er einen Meniskuseinriss, so dass er heimfahren musste (er wurde am 5. Dezember in Feldkirch operiert) und vorläufig ausfiel.
Ab 1995 gehörte Evers, der staatlich geprüfter Skilehrer, Skiführer, Telemarklehrer und Trainer Ski Alpin ist, dem Betreuerstab der Herrenmannschaft des Österreichischen Skiverbandes an und feierte mit den österreichischen Skiherren zahlreiche Erfolge. Zunächst war er Trainer der Europacupgruppe, ehe er 1999 Trainer der Weltcup-Riesenslalom- und Super-G-Gruppe wurde. Ab 2003 war er Trainer der sogenannten Weltcupgruppe 4 und ab 2007 Trainer der Weltcupgruppe Speed & Kombi. Ab 2009 trainierte er die Weltcupgruppe Speed.
Im Frühjahr 2012 wechselte Evers vom österreichischen zum US-amerikanischen Skiverband. Dort trainierte er wie zuletzt auch beim ÖSV die Herren-Abfahrtsmannschaft. Im Dezember 2012 wurde Evers vorübergehend festgenommen. Er soll 1,4 Millionen Euro, die seine damalige Freundin veruntreut hatte, angelegt bzw. für seinen eigenen Hausbau verwendet haben. Nachdem er gestanden hatte gewusst zu haben, dass das Geld veruntreut wurde, setzte ihn die Richterin gegen Auflagen auf freien Fuß. Im April 2014 wird Evers verurteilt, seine Tätigkeit beim US-Verband endet.
Evers war in einer Sportschule in Niederösterreich tätig und wurde im März 2015 vom Liechtensteinischen Skiverband als neuer Speed-Trainer verpflichtet, arbeitete unter anderem mit Tina Weirather.
Von 2017 bis 2019 war Evers Speedtrainer der Schweizer Herrenmannschaft, Beat Feuz gewann zweimal den Abfahrtsweltcup, Marco Odermatt hatte seinen Beginn im Skiweltcup.
Danach wechselte Evers zum DSV.
2025 kehrt Evers zum ÖSV als Speedtrainer zurück.

## Erfolge als Rennläufer

### Juniorenweltmeisterschaften
- Jasná 1985: 14. Abfahrt
- Bad Kleinkirchheim 1986: 2. Abfahrt, 15. Riesenslalom

### Österreichische Meisterschaften
- Österreichischer Meister in der Abfahrt 1988